# عزلة الزواقر (تعز)

تعديل مصدري - تعديل

عزلة الزواقر هي إحدى عزل مديرية التعزية في محافظة تعز اليمنية ويبلغ تعداد سكانها 8258 نسمة حسب التعداد السكاني في اليمن لعام 2004.

## روابط خارجية
- الجهاز المركزي للإحصاء بالجمهورية اليمنية
- المركز الوطني للمعلومات باليمن
- World Gazetteer:Yemen
- الدليل الشامل